# Awaji-shima
Pour les articles homonymes, voir Awaji (homonymie).
L'île d'Awaji (淡路島, Awajishima) est une île de 592,1 km2 située dans la préfecture de Hyōgo, au Japon, qui constituait autrefois la province d'Awaji. Elle se trouve dans le nord-est de la mer intérieure de Seto, entre les îles de Honshū et de Shikoku. Sa côte orientale donne sur la baie d'Osaka.

## Géographie
L'île d'Awaji est raccordée à l'île de Honshū, au nord, par le pont Akashi-Kaikyō et à l'île de Shikoku, au sud, par le pont Ōnaruto. Depuis l'achèvement de l'autoroute Kōbe-Awaji-Naruto, c'est le principal point de passage terrestre entre les îles de Honshū et de Shikoku.
La ville principale de l'île d'Awaji est Sumoto, un port donnant sur la baie d’Ōsaka.

## Sites remarquables

### La faille de Nojima
La faille de Nojima, à l'origine du tremblement de terre de Kōbe, le 17 janvier 1995, traverse l'île. Une section de cette faille est préservée et constitue le musée de préservation de la faille de Nojima (Nojima Fault Preservation Museum). L'action de la faille y est illustrée par la conservation de routes, murs, etc., endommagés par son mouvement.

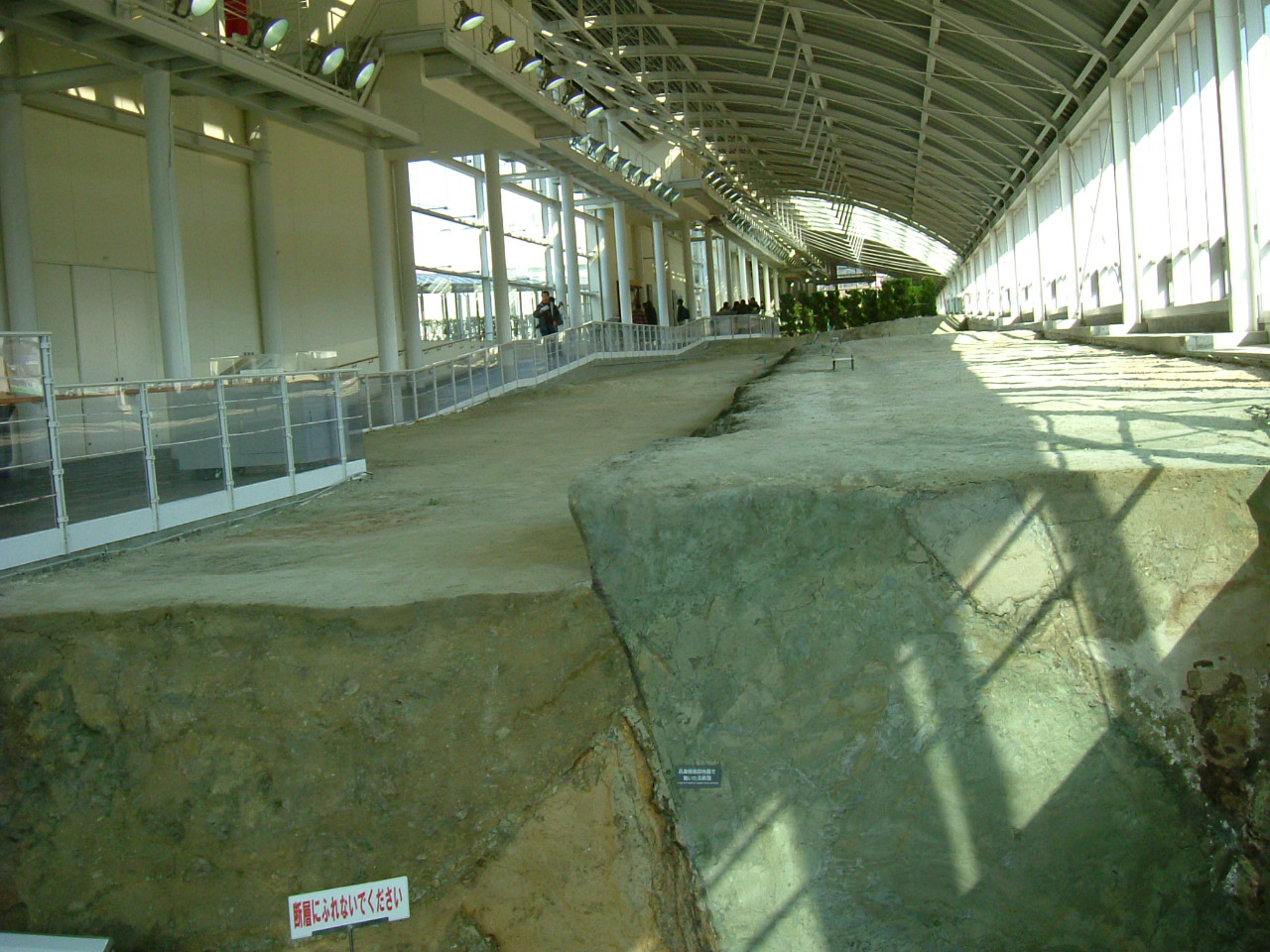
Faille inverse de Nojima sur l'Île d'Awaji.
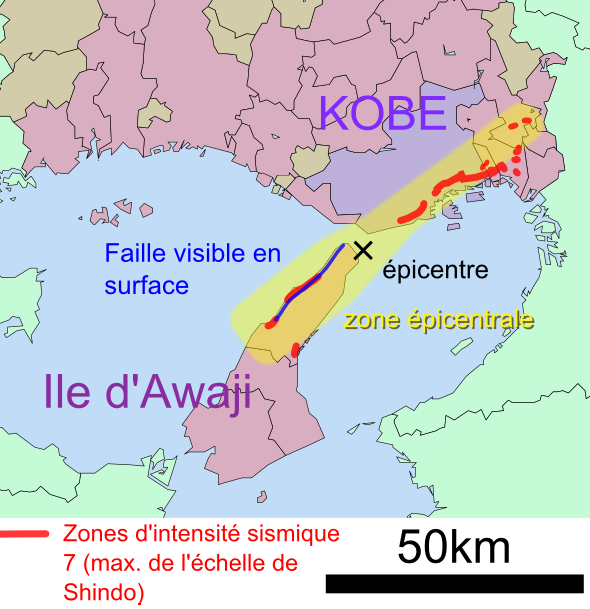
Carte du tremblement de terre de Kobé (1995).

### Awaji yumebutai
L'île abrite une œuvre célèbre de l'architecte Tadao Andō, Awaji yumebutai, jardin, mémorial et centre de congrès.

### Le tourbillon de Naruto
L'une des attractions de l'île est le tourbillon de Naruto, visible dans le détroit de Naruto, au sud de l'île.

## Particularité
Au Japon, on dit que les parfums ont un pouvoir purificateur. Dans l'île d'Awaji, les ko-shi, ou « maîtres du parfum », fabriquent des bâtons d'encens les plus recherchés du pays. Ils créent sans cesse des arômes insolites : infusion d'hortensia, matcha, myrtille ou thym.